# 天使のため息/ソウルメイトを探して
「天使のため息 / ソウルメイトを探して」（てんしのためいき ソウルメイトをさがして）は、竹内まりやの28枚目のシングル。1999年9月22日にMOON RECORDSより発売された。

## 概要
表題曲「天使のため息」は、本作の発売から3日後に公開された東宝映画『秘密』の主題歌として書き下ろされた曲。映画には広末涼子が主演していた。元々歌詞の付いていない頭の中のストック・メロディに、ファミリーレストランで詞をつけたものであるとのこと。竹内は、悲しい曲は家のようなほんわかした場所よりも、ファミレスのような雑多とした場所で孤独を感じながらの方が、言葉が見つかりやすく筆が進むと話している。詞を書いていた時期が自身の親友である女性が病死した直後であったことも重なり、彼女へのレクイエム的な意味もあるという。
「ソウルメイトを探して」は、1999年の三菱 ″DINGO″ CMソングとして書き下ろされた。

## ミュージックビデオ
前作「カムフラージュ」に引き続き、「天使のため息」にはオフィシャル・ミュージック・ビデオが制作された。

## パッケージ、アートワーク
パッケージには、特殊加工のある8cmCD盤、マキシシングルケースに8cmピクチャーCDを入れたもの、通常盤の3種類がある。

## チャート成績
累計売上は15.2万枚。

## 収録曲
| 全作詞・作曲: 竹内まりや、全編曲: 山下達郎。 |                                                  |            |            |      |
| #                                            | タイトル                                         | 作詞       | 作曲・編曲 | 時間 |
| 1.                                           | 「天使のため息」                                 | 竹内まりや | 竹内まりや | 5:11 |
| 2.                                           | 「ソウルメイトを探して」                         | 竹内まりや | 竹内まりや | 4:19 |
| 3.                                           | 「天使のため息（オリジナル・カラオケ）」         | 竹内まりや | 竹内まりや | 5:11 |
| 4.                                           | 「ソウルメイトを探して（オリジナル・カラオケ）」 | 竹内まりや | 竹内まりや | 4:23 |
| 合計時間:                                    | 合計時間:                                        | 19:04      |            |      |

### タイアップ
| 曲名                 | タイアップ                   |
| -------------------- | ---------------------------- |
| 天使のため息         | 映画『秘密』主題歌           |
| ソウルメイトを探して | 1999年 三菱 ″DINGO″ CMソング |

## レコーディング・メンバー

### 天使のため息
- 山下達郎 : Compter & Synthesizer Programming, Electric Guitar, Acoustic Guitar, Keyboards, Percussion & Background Vocals
- 橋本茂昭 : Compter & Synthesizer Programming

### ソウルメイトを探して
- 山下達郎 : Compter & Synthesizer Programming, Electric Guitar, Acoustic Guitar, Ukulele & Keyboards
- 数原晋 : Trumpet
- 西山健治 : Trombone
- ジェイク・Ｈ・コンセプション : Clarinet
- 竹内まりや : Background Vocals
- 橋本茂昭 : Compter & Synthesizer Programming

## 収録アルバム
1. 『Bon Appetit!』（1. 2.）
2. 『Expressions』（1.）

## カバー
- マリリン・マーティン & ジョー・ピズーロ（2002年7月10日、コンピレーション・アルバム『Sincerely...〜Mariya Takeuchi Songbook〜』）